# Verwaltungsbezirk Apolda
| Basisdaten                         | Basisdaten                     |
| ---------------------------------- | ------------------------------ |
| Bestandszeitraum                   | 1850–1922 (bis 1868 Weimar II) |
| Verwaltungssitz                    | Apolda (bis 1868 Weimar)       |
| Fläche                             | 796 km² (1910)                 |
| Einwohner                          | 125.138 (1910)                 |
| Bevölkerungsdichte                 | 157 Einw./km² (1910)           |
| Gemeinden                          | 149 (1910)                     |
|                                    |                                |
| Lage des Verwaltungsbezirks Apolda |                                |

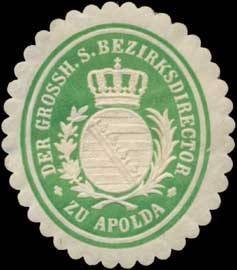
Siegelmarke des Großherzoglich sächsischen Bezirksdirektors zu Apolda

Der Verwaltungsbezirk Apolda, auch II. Verwaltungsbezirk genannt, existierte von 1868 bis 1922 im Großherzogtum Sachsen-Weimar-Eisenach, dem Freistaat Sachsen-Weimar-Eisenach und dem Land Thüringen. Die Bezirksdirektion befand sich in Apolda. Von 1850 bis 1868 hieß der Verwaltungsbezirk Weimar II. Das Gebiet des ehemaligen Verwaltungsbezirks gehört heute größtenteils zur kreisfreien Stadt Jena und zum Landkreis Weimarer Land in Thüringen.

## Geschichte
Das Großherzogtum Sachsen-Weimar-Eisenach wurde 1850 in fünf Verwaltungsbezirke gegliedert, die hinsichtlich ihrer Größe mit Landkreisen vergleichbar waren. Der II. Verwaltungsbezirk umfasste den östlichen Teil des Weimarer Kreises im Großherzogtum. Bis 1868 hieß der Verwaltungsbezirk Weimar II und hatte seinen Sitz in Weimar, danach wurde er als Verwaltungsbezirk Apolda bezeichnet und hatte seinen Sitz in Apolda. Zum Verwaltungsbezirk gehörten auch die Exklaven Oldisleben und Allstedt.
1918 wurde aus dem Großherzogtum Sachsen-Weimar-Eisenach der Freistaat Sachsen-Weimar-Eisenach, der wiederum am 1. Mai 1920 im Land Thüringen aufging. Bei einer umfassenden Gebietsreform wurde 1922 der Verwaltungsbezirk Apolda aufgelöst:
- Die Städte Apolda und Jena wurden kreisfrei.
- Die Gemeinden Ammerbach, Burgau, Löbstedt, Winzerla und Zwätzen wurden in die Stadt Jena eingegliedert.
- Die Gemeinde Nauendorf wurde in die Stadt Apolda eingegliedert.
- Die Exklave Oldisleben kam zum Landkreis Sondershausen.
- Die verbleibende südöstliche Hälfte des Verwaltungsbezirks kam zum Landkreis Jena-Roda.
- Die verbleibende nordwestliche Hälfte des Verwaltungsbezirks und die Exklave Allstedt kamen zum Landkreis Weimar.

## Einwohnerentwicklung
|           | Verwaltungsbezirk Apolda |         |         |
| Jahr      | 1880                     | 1900    | 1910    |
| Einwohner | 84.473                   | 102.301 | 125.138 |

Einwohnerzahlen der Gemeinden mit mehr als 2.000 Einwohnern (Stand 1910):
| Allstedt   | 3.353  |
| Apolda     | 22.610 |
| Bad Sulza  | 3.052  |
| Buttstädt  | 2.843  |
| Jena       | 38.487 |
| Oldisleben | 2.064  |

## Städte und Gemeinden
| - Allstedt, Stadt - Altengönna - Ammerbach - Apolda, Stadt - Bad Sulza, Stadt 1 - Bergsulza - Beulbar - Beutnitz - Bucha - Burgau - Bürgel, Stadt - Buttelstedt, Stadt - Buttstädt, Stadt - Camsdorf 2 - Closewitz - Coppanz - Cospeda - Darnstedt - Döbritschen - Dorfsulza 1 - Dornburg, Stadt - Dorndorf - Dothen - Eberstedt - Einsdorf - Einzingen - Ellersleben - Eßleben - Flurstedt - Frauenprießnitz - Gebstedt - Gerega - Gniebsdorf - Golmsdorf - Göschwitz - Grabsdorf - Graitschen - Großbrembach - Großheringen | - Großlöbichau - Großneuhausen - Großromstedt - Großschwabhausen - Guthmannshausen - Haindorf - Hainichen - Hardisleben - Hermstedt - Herressen - Heygendorf - Hirschroda - Hohlstedt - Isserstedt - Jena, Stadt - Jenalöbnitz - Jenaprießnitz - Kalbsrieth - Kleinkröbitz - Kleinlöbichau - Kleinneuhausen - Kleinromstedt - Kleinschwabhausen - Ködderitzsch - Kösnitz - Kötschau - Krautheim - Krippendorf - Kunitz - Laasan - Lachstedt - Landgrafroda - Lehesten - Leutenthal - Leutra - Lichtenhain 3 - Lobeda, Stadt - Löberschütz - Löbstedt | - Lützeroda - Mannstedt - Mattstedt - Maua - Mertendorf - Mittelhausen - Mönchpfiffel - Münchenroda - Naschhausen - Nauendorf - Nausnitz - Nennsdorf - Nerkewitz - Nermsdorf - Neuengönna - Neustedt - Niederreißen - Niederröblingen - Niederroßla - Niedertrebra - Nirmsdorf - Oberndorf - Oberreißen - Oberroßla - Obertrebra - Olbersleben - Oldisleben - Oßmannstedt - Oßmaritz - Pfiffelbach - Pfuhlsborn - Poppendorf - Poxdorf - Rannstedt - Rastenberg, Stadt - Reisdorf - Rockau - Rodigast - Rödigen | - Rohrbach - Rothenstein - Rudersdorf - Rutha - Schaafsdorf - Schorba - Schöten - Sonnendorf - Stadtsulza, Stadt 1 - Steudnitz - Stiebritz - Stobra - Sulzbach - Taupadel - Tautenburg - Teutleben - Thalbürgel - Utenbach - Vollradisroda - Waldeck - Weiden - Wenigenjena 4 - Wersdorf - Wetzdorf - Wickerstedt - Willerstedt - Wilsdorf - Winkel - Winzerla - Wogau - Wolferstedt - Wöllnitz - Wormstedt - Ziegenhain 5 - Zimmern - Zottelstedt - Zwätzen |